# لويز موشيكيوابو
لويز موشيكيوابو (بالإنجليزية: Louise Mushikiwabo)‏ هي سياسية رواندية ولدت في يوم 22 مايو 1961 في مدينة كيغالي عاصمة رواندا. درست اللغة الإنجليزية في جامعة رواندا الوطنية وثم حصلت على شهادة الأستاذية من جامعة ديلاوير في اللغة الفرنسية. شغلت منصب وزيرة الخارجية من سنة 2009 وحتى سنة 2018 تحت رئاسة بول كاغامه. في سنة 2019 مديرة المنظمة الدولية للناطقين بالفرنسية.